# Courtney Duffus
Courtney Duffus (nacido el 24 de octubre de 1995) es una futbolista irlandés. Juega como delantero y su equipo actual es el Barrow de la League Two. Es un ex internacional de la selección de la República de Irlanda sub-21.

## Trayectoria
Duffus se unió al Everton en el verano de 2012 procedente de Cheltenham Town . después de que Courtney, junto con su hermano menor, Tyrone impresionaron en las pruebas realizadas por el equipo a principios de ese año.
Mientras estaba en la academia, Duffus fue ganando un puesto en las filas del equipo y ayudó a ganar la Copa Gothia y el título de la liga Sub-18. Después de retornar de una cesión en Bury, Duffus regresó a las reservas del Everton y finalmente fue convocado para formar parte del primer equipo como suplente, en un partido donde su equipo se llevó la victoria por 4-1 sobre el BSC Young Boys el 19 de febrero de 2015, en los dieciseisavos de final de la UEFA Europa League, aunque no fue utilizado por su entrenador y no disputó ni un solo minuto. A pesar de que luego de esto Duffus sufriría una lesión de rodilla, firmó un contrato de 2 años con el club a final de esa temporada.
En la temporada 2015-16, Duffus jugó un papel importante para el equipo de la reserva, a finales de año y ya recuperado de su lesión y en buena forma física, su actuación lo llevó a ser nombrado el Jugador del mes de marzo de la Premier League Sub-21. La temporada siguiente, Duffus ayudó al equipo a ganar el título de la Premier League U23. Después de que terminó la temporada 2016-17, (temporada en la que su hermano Tyrone terminó contrato), Duffus firmó una extensión de contrato por un año con el club.

#### Bury (Cesión)
El 24 de octubre de 2014, Duffus se unió al Bury de la Liga Dos cedido hasta enero. Hizo su debut un día después, comenzando el partido como titular y jugando 59 minutos en el empate 1-1 con el Southend United en Roots Hall . Duffus hizo dos apariciones más para el equipo antes de ser llamado de vuelta de su cesión en noviembre de 2014.

### Oldham Athletic
Poco después de firmar la extensión de contrato con el Everton, el 18 de julio de 2017, Duffus se unió al Oldham Athletic por una tarifa no revelada, firmando un contrato de dos años con la opción de un tercero. A su llegada al equipo, recibió la camiseta con el número 21 antes de iniciar la nueva temporada.
Duffus hizo su debut en el Oldham Athletic, entrando como suplente en la segunda mitad, en la derrota por 2-0 contra el Oxford United en el primer partido de la temporada.

#### Waterford (Cesión)
En febrero de 2018, Duffus fue cedido al Waterford de la Premier Division de la Liga de Irlanda . El 26 de febrero hizo su debut, iniciando como titular en la victoria por 2-0 sobre el St Patrick's Athletic . Duffus anotó su primer gol con el Waterford en la victoria por 2-1 contra el Sligo Rovers . El 23 de marzo Duffus fue nombrado el hombre del partido al anotar 2 goles cruciales para que su equipo se llevara la victoria por 2-1 contra el Shamrock Rovers.

### Yeovil Town
El 31 de enero de 2019, Duffus se unió al Yeovil Town en un acuerdo de 2 años y medio por una tarifa no revelada.

### Bromley
El 15 de enero de 2021, Duffus dejó Yeovil Town para unirse al Bromley de la Liga Nacional por una tarifa no revelada.

### Morecambe
El 19 de agosto de 2021, Duffus se unió al Morecambe de la League One por una tarifa no revelada, equipo con el que firmó un contrato de dos años.
El 24 de marzo de 2022, Duffus se unió al club Stockport County de la Liga Nacional en calidad de préstamo hasta el final de la temporada 2021-22. Hizo su debut el 2 de mayo en la victoria de Stockport por 1-0 en Chesterfield.

## Selección nacional
Duffus y su hermano Tyrone son elegibles para jugar en las selecciones nacionales de Inglaterra (por haber nacido allí), República de Irlanda, por su madre irlandesa, y Jamaica, por su padre jamaicano.
En septiembre de 2016, Duffus fue convocado por la selección de República de Irlanda Sub-21 por primera vez e hizo su primera aparición con la República de Irlanda Sub-21 en un partido de clasificación para la Eurocopa contra Eslovenia . Duffus anotó su primer gol con la República de Irlanda Sub-21 en su tercera aparición con la selección nacional, en la derrota por 3-1 contra Serbia Sub-21 .

## Vida personal
El hermano menor de Courtney, Tyrone, juega para Swindon Supermarine . La pareja también asistió a la Academia de Todos los Santos. Entre 2019 y 2022, Duffus estuvo en una relación con la tenista británica Heather Watson .
| Club                      | Temporada          | Liga                 | Liga | Liga  | Selección Nacional | Selección Nacional | Copa | Copa  | Otros | Otros | Total | Total |
| Club                      | Temporada          | Division             | PJ   | Goles | PJ                 | Goles              | PJ   | Goles | PJ    | Goles | PJ    | Goles |
| ------------------------- | ------------------ | -------------------- | ---- | ----- | ------------------ | ------------------ | ---- | ----- | ----- | ----- | ----- | ----- |
| Everton                   | 2014–15            | Premier League       | 0    | 0     | 0                  | 0                  | 0    | 0     | 0     | 0     | 0     | 0     |
| Everton                   | 2015–16            | Premier League       | 0    | 0     | 0                  | 0                  | 0    | 0     | —     | —     | 0     | 0     |
| Everton                   | 2016–17            | Premier League       | 0    | 0     | 0                  | 0                  | 0    | 0     | —     | —     | 0     | 0     |
| Everton                   | Total              | Total                | 0    | 0     | 0                  | 0                  | 0    | 0     | —     | —     | 0     | 0     |
| Everton U23               | 2016–17            | —                    | —    | —     | —                  | —                  | —    | —     | 1     | 0     | 1     | 0     |
| Bury (Cesión)             | 2014–15            | la Liga Dos          | 3    | 0     | 1                  | 0                  | 0    | 0     | 1     | 0     | 5     | 0     |
| Oldham Athletic           | 2017–18            | League One           | 6    | 0     | 0                  | 0                  | 1    | 0     | 2     | 0     | 9     | 0     |
| Oldham Athletic           | 2018–19            | League One           | 0    | 0     | 0                  | 0                  | 0    | 0     | 0     | 0     | 0     | 0     |
| Oldham Athletic           | Total              | Total                | 6    | 0     | 0                  | 0                  | 1    | 0     | 2     | 0     | 9     | 0     |
| Waterford (Cesión)        | 2018               | LOI Premier Division | 25   | 10    | 1                  | 0                  | 1    | 1     | —     | —     | 27    | 11    |
| Yeovil Town               | 2018–19            | League One           | 16   | 1     | —                  | —                  | —    | —     | —     | —     | 16    | 1     |
| Yeovil Town               | 2019–20            | National League      | 31   | 13    | 1                  | 0                  | —    | —     | 4     | 3     | 36    | 16    |
| Yeovil Town               | 2020–21            | National League      | 10   | 4     | 1                  | 0                  | —    | —     | 0     | 0     | 11    | 4     |
| Yeovil Town               | Total              | Total                | 57   | 18    | 2                  | 0                  | —    | —     | 4     | 3     | 63    | 21    |
| Bromley                   | 2020–21            | National League      | 18   | 5     | —                  | —                  | —    | —     | 1     | 0     | 19    | 5     |
| Morecambe                 | 2021–22            | League One           | 7    | 0     | 0                  | 0                  | 1    | 0     | 0     | 0     | 8     | 0     |
| Stockport County (Cesión) | 2021–22            | National League      | 1    | 0     | —                  | —                  | —    | —     | 0     | 0     | 1     | 0     |
| Totales de Carrera        | Totales de Carrera | Totales de Carrera   | 117  | 33    | 4                  | 0                  | 3    | 1     | 9     | 3     | 133   | 36    |